# Heinrich Koch (Architekt, 1873)

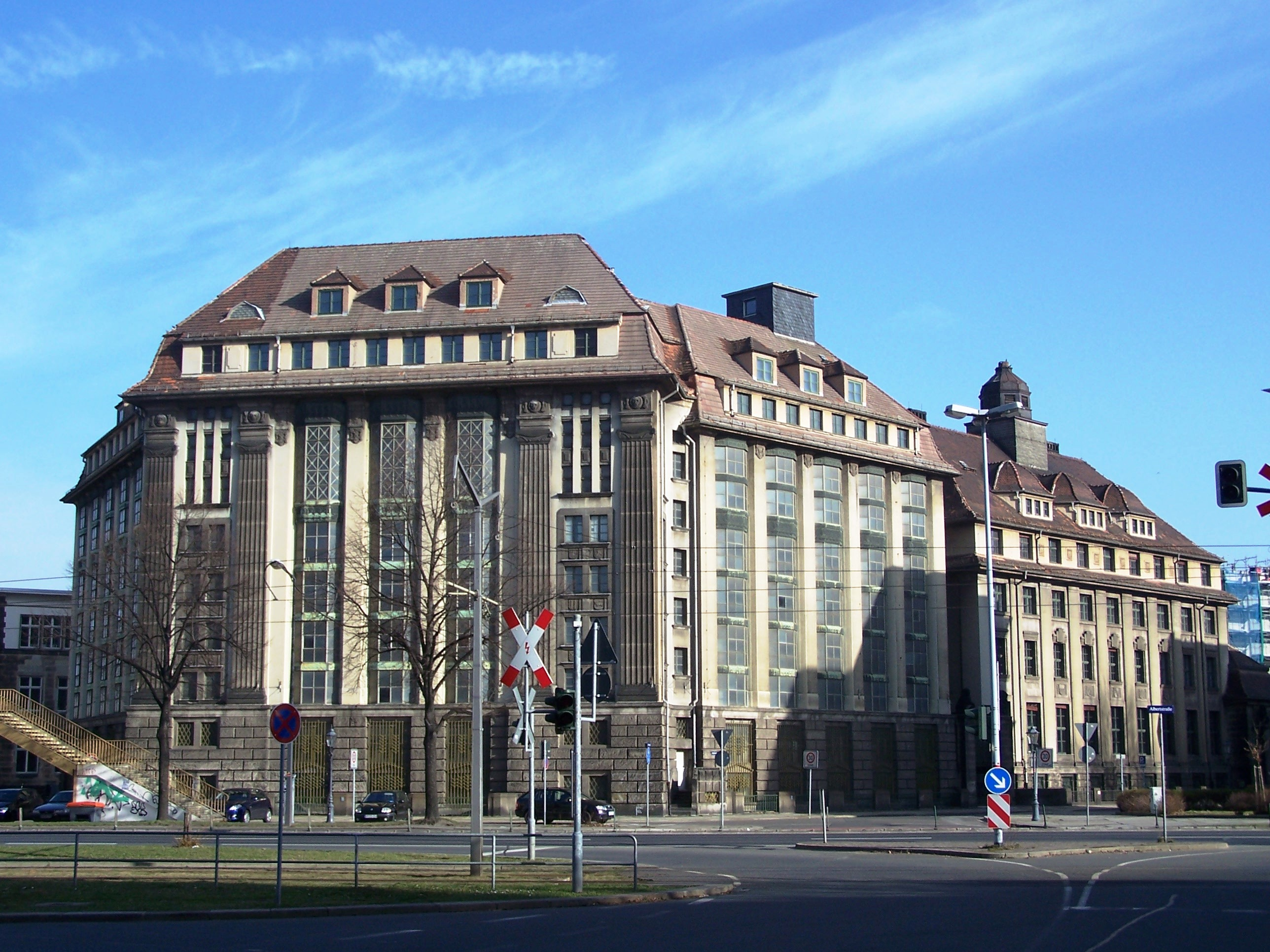
Hauptgebäude des Hauptstaatsarchivs Dresden

Heinrich Koch (* 8. November 1873 in Dresden; † 4. April 1945 ebenda; vollständiger Name: Friedrich Karl Heinrich Koch) war ein deutscher Architekt und sächsischer Baubeamter, der hauptsächlich in Dresden wirkte.

## Leben
Zusammen mit Ottomar Reichelt entwarf er das Hauptgebäude des Sächsischen Hauptstaatsarchivs Dresden, das von 1912 bis 1915 unter seiner Leitung an der Albertstraße errichtet wurde. Zwischen 1913 und 1920 errichtete Heinrich Koch die Wohnanlage für den Dresdner Spar- und Bauverein, die sogenannten Palmié-Häuser, die sich auf der heutigen Maxim-Gorki-Straße befinden. Zudem baute er von 1927 bis 1928 die Weinbau-Versuchs- und Lehranstalt in Radebeul und von 1929 bis 1930 den Cotta-Bau der Forstfakultät in Tharandt. Er erhielt 1931 die Ehrensenatorwürde der TH Dresden.
Ein Teil seines Nachlasses wird heute im Sächsischen Hauptstaatsarchiv aufbewahrt.